# Afrik'N'Fusion
 (avril 2025).
Afrik'N'Fusion est une chaîne de restauration spécialisée dans les plats ouest-africains, tel-que le thieb, le poulet yassa et le mafé.

## Histoire
C'est en 2010 que Kader Jawneh, avec Audrey Tuzolana et Sidiba Doucouré ouvrent le premier restaurant, dans le quartier de Place des Fêtes, à Paris,.
Le restaurant se franchise en 2018, avec des ouvertures en France, au Maroc et en Angleterre.

### Associatif
Kader Jawneh sera aussi à l'initiative, comme pour son restaurant d'apporter la cuisine africaine en France, d'une association : l'union des métiers de bouche africains.